# Vorderhornbach
Vorderhornbach é um município da Áustria, situado no distrito de Reutte, no estado do Tirol. Tem 17,23 km² de área e sua população em 2019 foi estimada em 246 habitantes.